# Zair
Zair (tudi Zaire, IPA: /*ʣaˈire/) ali Republika Zair je bilo ime današnje Demokratične republike Kongo. Tako jo je poimenoval Mobutu Sese Seko in je veljalo od 27. oktobra 1971 do 17. maja 1997.